# Kotpad
Kotpad är en ort i Indien.   Den ligger i delstaten Odisha, i den centrala delen av landet, 1 200 km söder om huvudstaden New Delhi. Kotpad ligger 561 meter över havet och antalet invånare är 15 479.